# 南街街道 (庆阳市)
南街街道，是中华人民共和国甘肃省庆阳市西峰区下辖的一个乡镇级行政单位。

## 行政区划
南街街道下辖以下地区：
炮台巷社区、南苑路社区、九龙南路社区、育才路社区、广场路社区、专署巷社区、东平路社区和长庆南路社区。